# Stadion Bałtika w Królewcu
Stadion Bałtika (ros. Стадион Балтика) – wielofunkcyjny stadion w Królewcu, w Rosji. Został otwarty w 1892 roku i jest to najstarszy z dotąd istniejących stadionów w Rosji. Obiekt może pomieścić 14 500 widzów.
Stadion powstał w 1892 roku z inicjatywy bankiera Waltera Simona, który po powstaniu obiektu przekazał go miastu. W latach 1905–1921 swoje spotkania na obiekcie rozgrywali piłkarze klubu VfB Königsberg, a w latach 1922–1944 Königsberger STV. Obiekt początkowo zwany był na cześć fundatora Walter-Simon-Platz, w 1938 roku został przemianowany na cześć Ericha Kocha (Erich-Koch-Platz). Po II wojnie światowej Kaliningrad znalazł się w granicach Związku Radzieckiego. Po przejęciu miasta przez Rosjan obiekt początkowo nosił nazwę Dinamo. Od 1954 roku z obiektu korzystali piłkarze nowo powstałego wtedy klubu Bałtika Kaliningrad (do 1958 roku pod nazwą Piszczewik, taką nazwę nosił również stadion w latach 1955–1958; od 1958 roku stadion nosi nazwę Bałtika). W 1960 rozpoczęła się rozbudowa obiektu. Powstały wówczas nowe trybuny – północna i południowa, a pojemność stadionu wzrosła do około 15 000 widzów. W 1966 roku oddano do użytku maszty oświetleniowe, w roku 1972 zadaszenie nad południową trybuną, a w roku 1976 elektroniczną tablicę wyników. W roku 1997 zainstalowano system podgrzewania murawy, a w latach 1998–1999 plastikowe krzesełka na trybunach. W 2012 roku powstała nowa tablica świetlna. W 2018 roku piłkarze klubu Bałtika przenieśli się na nowo otwarty obiekt, Stadion Kaliningrad. W latach 1996–1998 stadion Bałtika gościł spotkania najwyższego poziomu ligowego w Rosji z udziałem tego zespołu. Obiekt, powstały w 1892 roku jest najstarszym dotąd istniejącym stadionem w kraju.